# Sausalito Houseboat Community

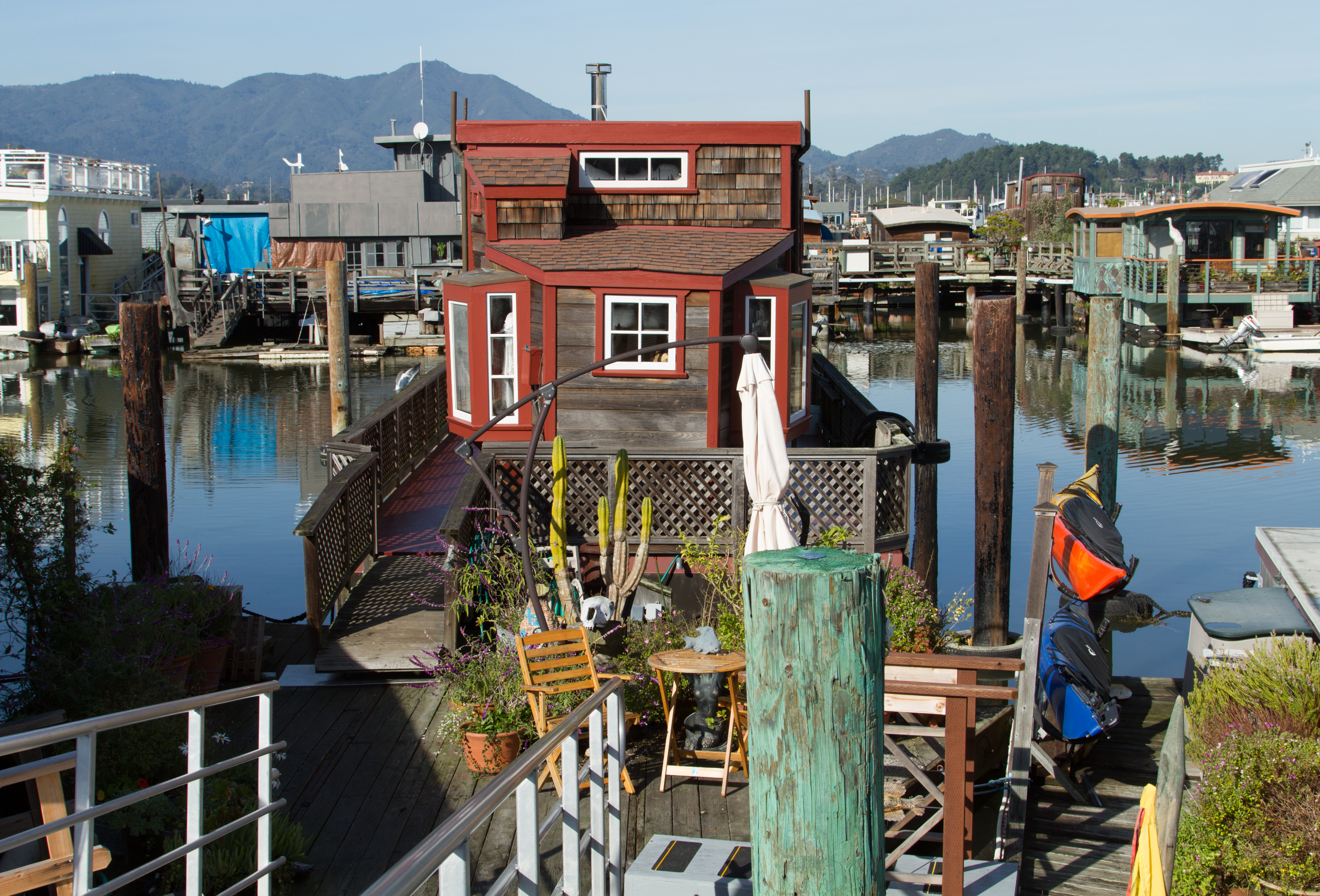
Blick auf die Sausalito Houseboat Community im Dezember 2012.

Die Sausalito Houseboat Community ist eine Ansiedlung von Wohnboot-Eignern in Sausalito, Kalifornien.

## Geschichte
Sie entstand in den 1950er Jahren und wuchs insbesondere im Zuge der von San Francisco ausgehenden amerikanischen Hippie-Bewegung der 1960er als Ausdruck eines alternativen Lebensstils. Nach langjährigen Kämpfen um den rechtlichen Status der Siedlung gehört die Gemeinschaft heute zum festen Bestandteil der Stadt Sausalito.
Strenggenommen handelt es sich bei den Wohnstätten in der Mehrzahl nicht um Hausboote (engl. houseboats), sondern um Wohnboote (engl. floating homes), da diese in ihrem äußeren Erscheinungsbild nicht mit Booten gleichzusetzen sind und sich auch nicht aus eigenem Antrieb fortbewegen können.
Im April 2012 umfasste die Gemeinschaft rund 245 Wohnboote an insgesamt fünf in die Richardson Bay ragenden Schiffsanlegern. Auf einem dieser Boote schrieb der amerikanische Soul-Sänger Otis Redding 1967 die ersten Zeilen seines Songs (Sittin’ On) The Dock of the Bay.

## Filmische Verarbeitungen
Im Jahr 1974 entstand der Film „Last Free Ride“ (siehe Weblinks), der die Auseinandersetzung zwischen den Behörden von Sausalito und der Houseboat Community aus den frühen 1970er Jahren thematisierte. Diese Auseinandersetzung, die auch unter den Namen „Battle of Richardson Bay“ und „House Boat Wars“ bekannt wurde, drehte sich um den Kampf der Houseboat Community gegen Pläne, die Wohnbootkolonie aufzulösen, um das Gebiet entlang der Richardson Bay städtebaulich zu entwickeln. In dem von Roy Nolan und Saul Rouda produzierten Independentfilm spielten viele der Wohnbooteigner sich selbst. Heute bietet der rund 84-minütige Film einen Einblick in die Lebens- und Gedankenwelt der frühen Sausalito Houseboat Community und gibt darüber hinaus eine plastische Vorstellung von dem Status der Siedlung Mitte der 1970er Jahre.

## Galerie

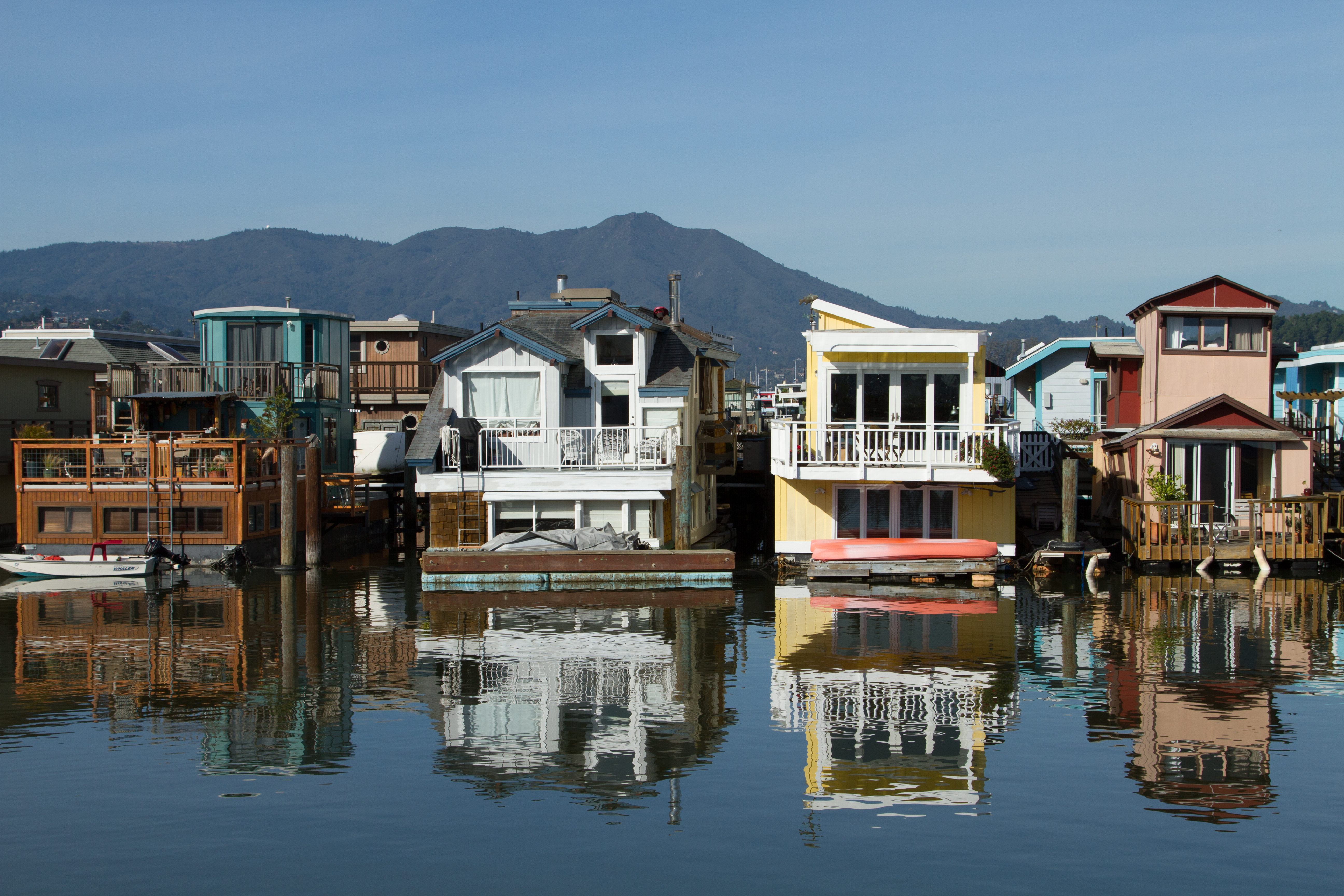
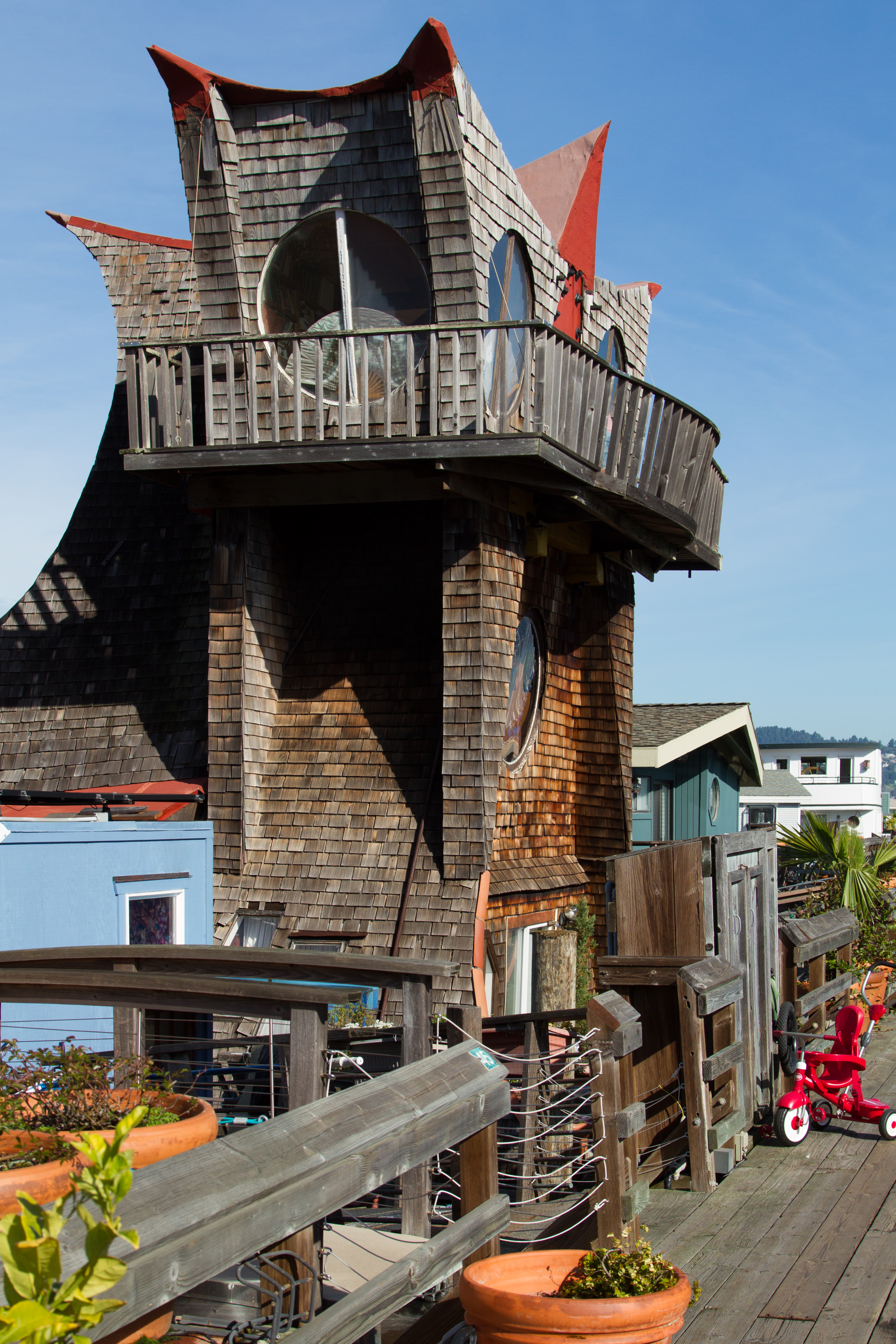
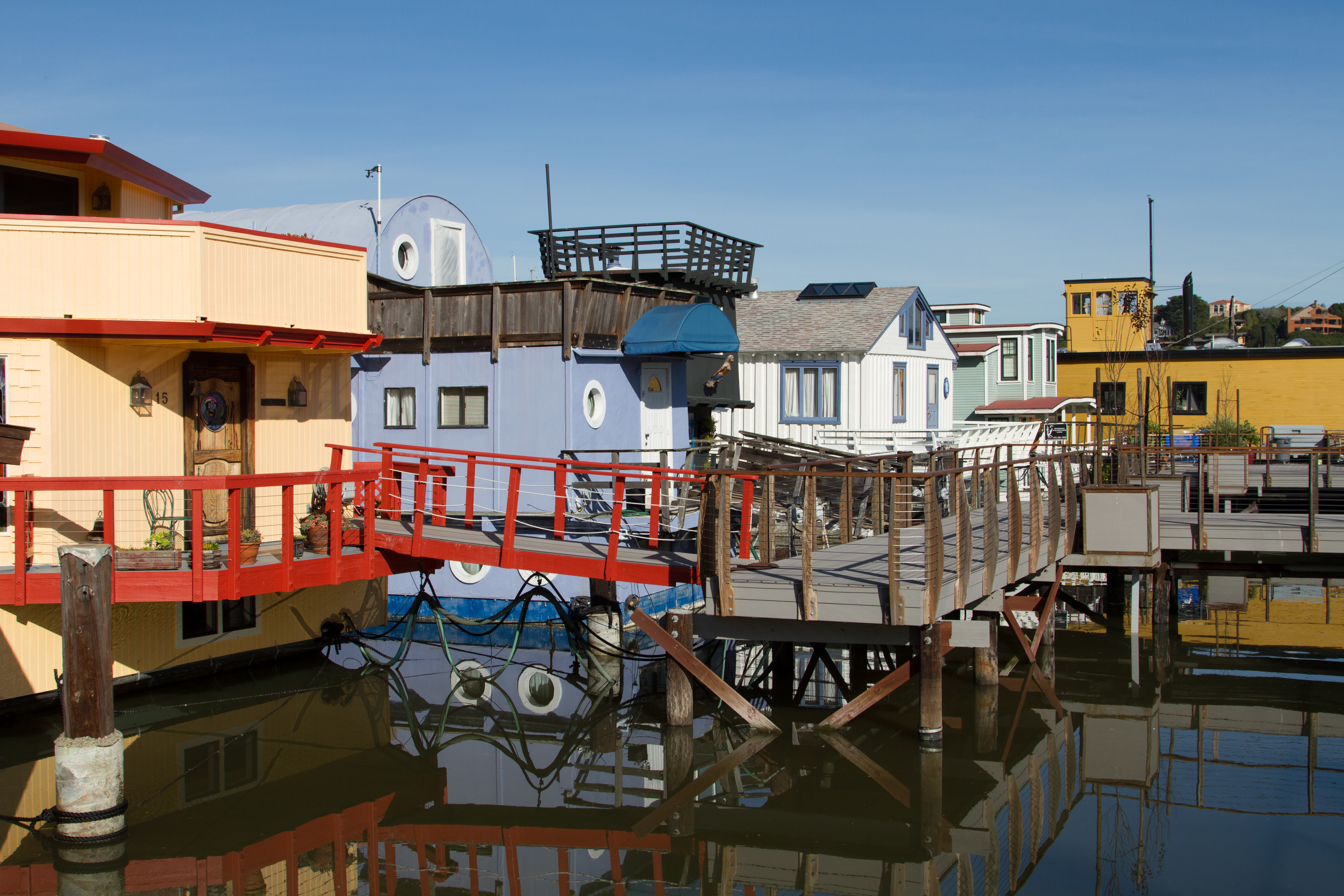
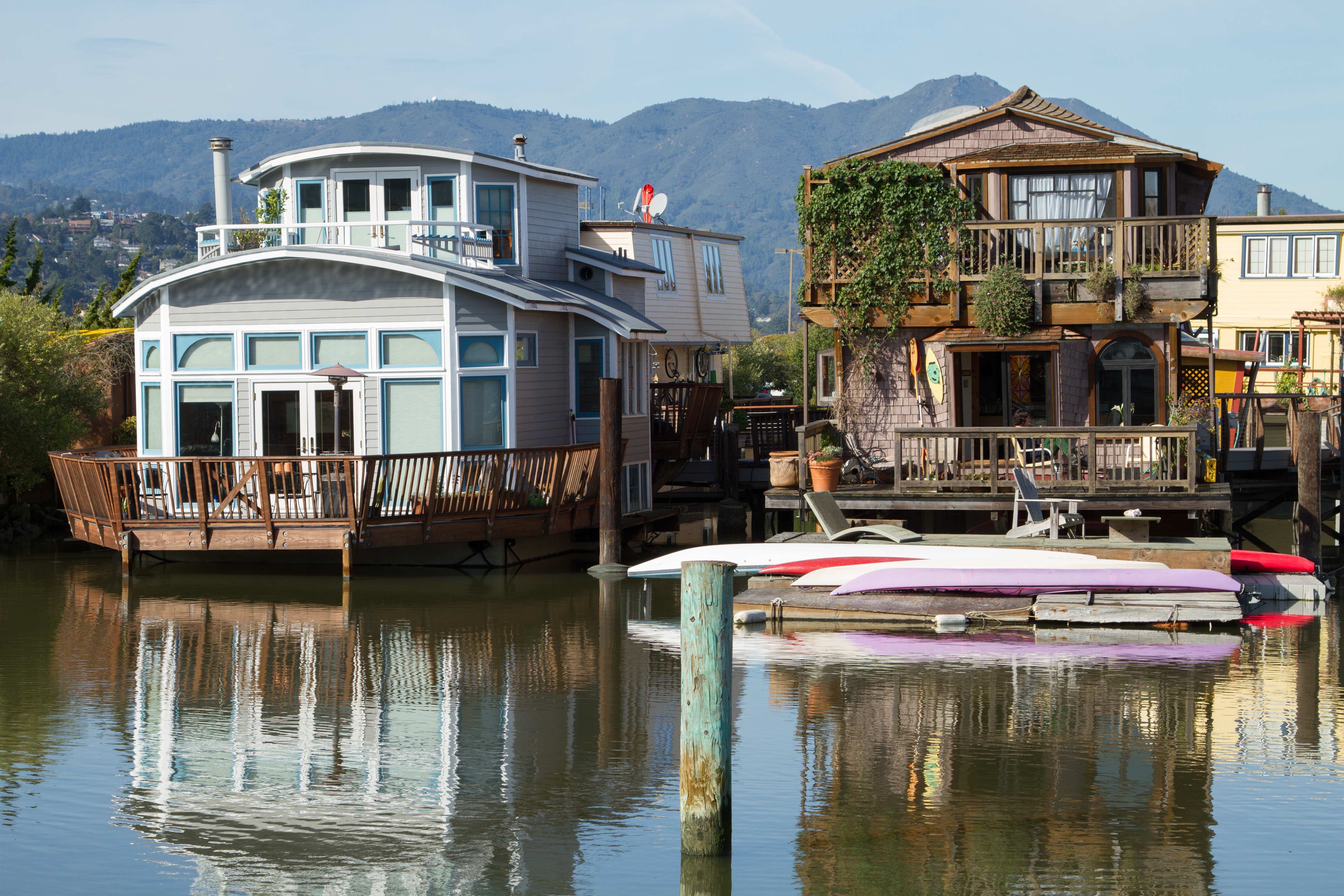
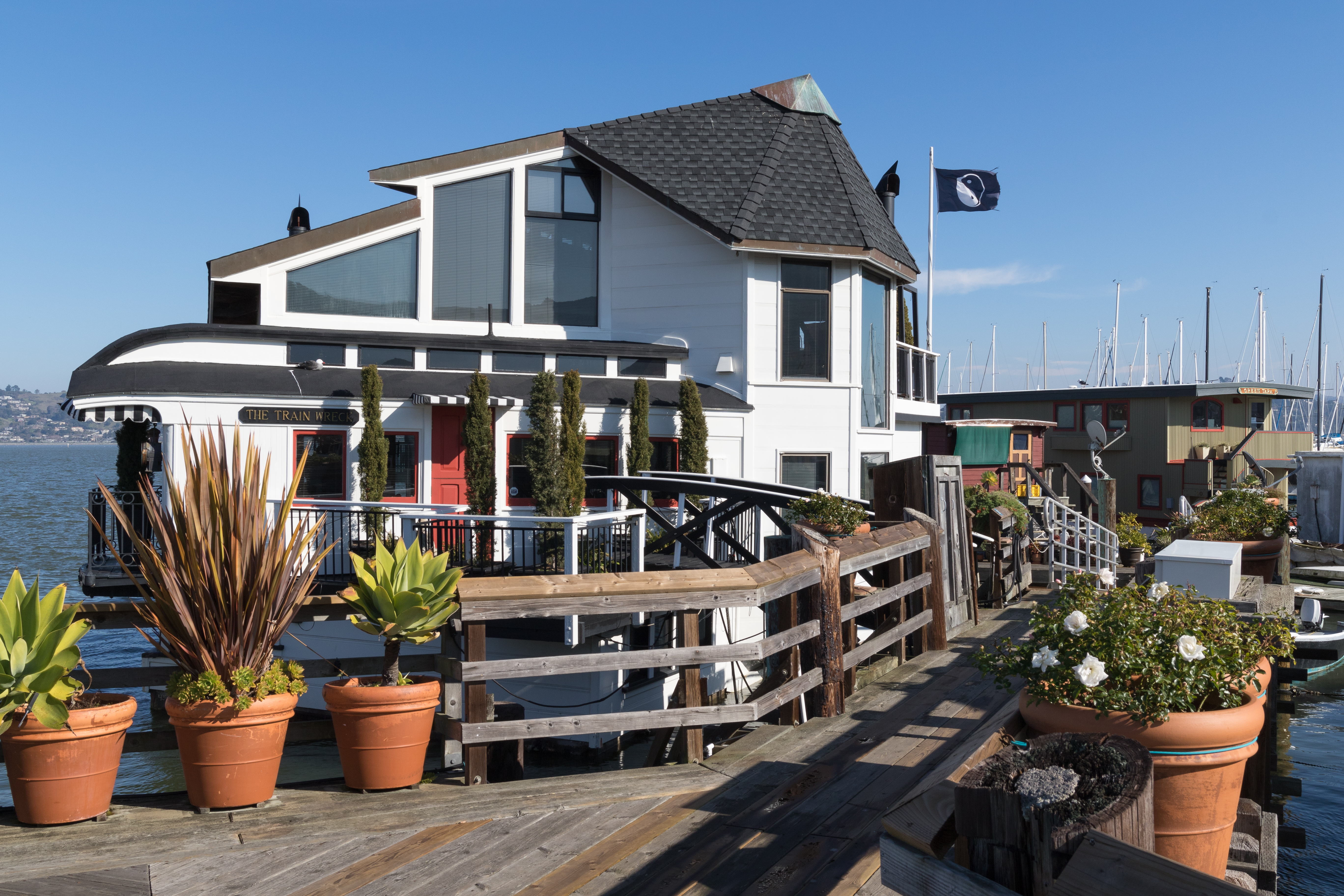
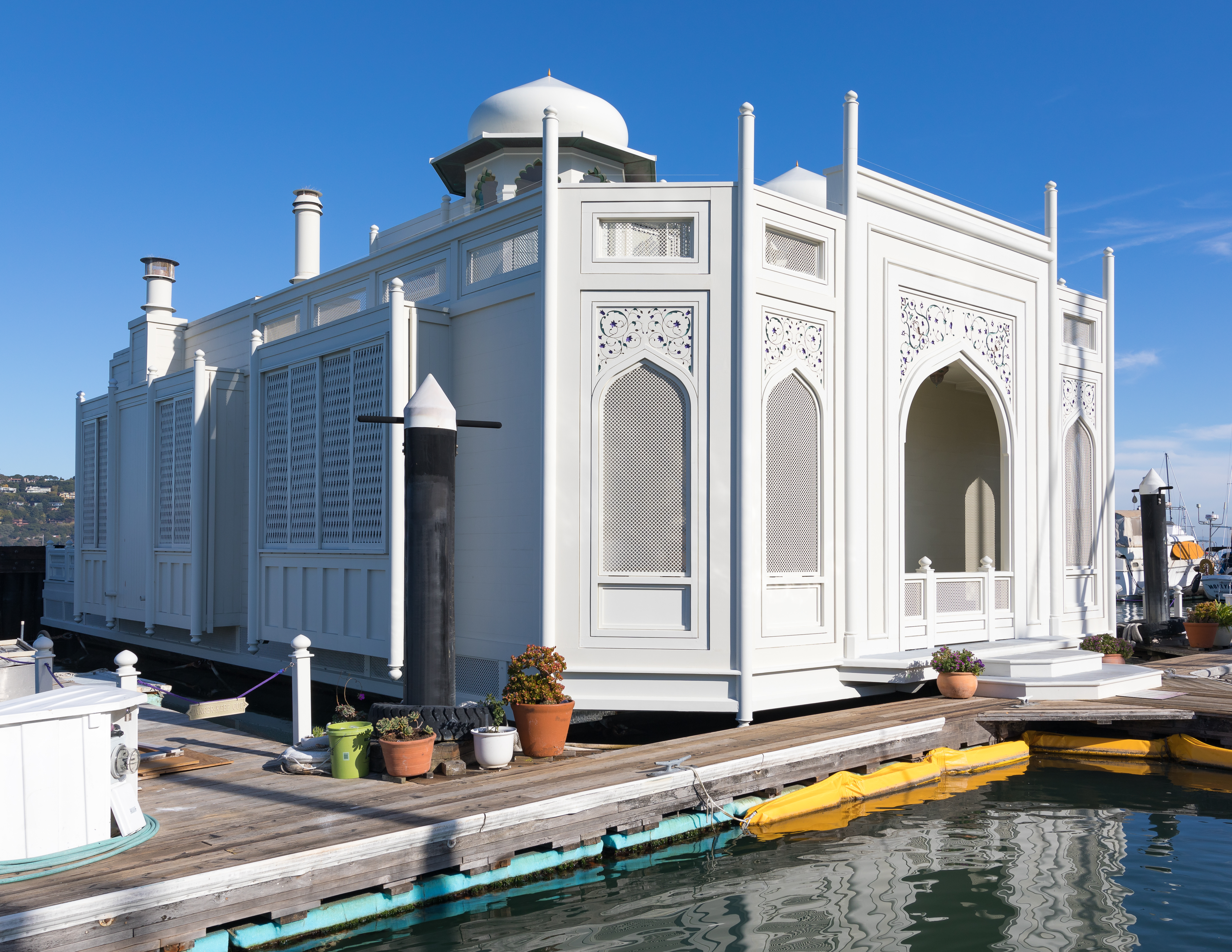

## Bekannte Bewohner
- Paul Avery, Journalist, bekannt durch seine Reportagen zum Zodiac-Killer
- Stewart Brand, Gründer des Whole Earth Catalog
- Paul Hawken, Umweltschützer und Bestseller-Autor
- Sterling Hayden, Filmschauspieler und Segelabenteurer
- Ted Nelson, Informationstechnikpionier, der den Begriff „Hypertext“ prägte
- Geraldine Page, Film- und Bühnenschauspielerin (Ehefrau von Rip Torn)
- Shel Silverstein, Singer-Songwriter und Buchautor
- Rip Torn, Filmschauspieler (Ehemann von Geraldine Page)
- Alan Watts, englischer Religionsphilosoph